# Dwight Gayle
Dwight Devon Boyd Gayle (Walthamstow, Gran Londres, Inglaterra, 17 de octubre de 1989) es un exfutbolista británico que jugaba en la posición de delantero.
Es recordado por haberle marcado dos goles al Liverpool F. C. en el empate 3-3, de la penúltima fecha de la temporada 2013-14, lo que imposibilitó la obtención del título del equipo 'red'.

## Trayectoria
El 1 de julio de 2016 firmó un contrato de cinco temporadas para los recién relegados de la Premier League 2015-16. Hizo su debut el 5 de agosto, en una derrota por 1-0 ante el Fulham. Marcó su primer gol para el club el 13 de agosto, en una derrota por 2-1 ante el Huddersfield Town. Volvería a anotar en los próximos dos partidos para el Newcastle United, en el triunfo 4–1 sobre el Reading y el único gol del partido contra el Bristol City. No fue hasta más de un mes después cuando volvió a marcar, haciendo un hat-trick contra el Norwich City, en el 4-3 a favor del Newcastle United. Durante el mes de octubre, anotó en victorias consecutivas contra el Brentford y Barnsley, y el 20 de noviembre, Gayle anotó otro tanto, esta vez contra el Leeds United. El 10 de diciembre anotó su segundo hat-trick de la temporada contra el Birmingham City. Más tarde marcaría en partidos contra el Burton Albion y el Nottingham Forest, finalizando el 2016 como el máximo goleador de la English Football League Championship 2016-17 con 19 goles.
El 14 de enero de 2017 anotó el primer gol en una eventual victoria 2-1 sobre el Brentford, además, se convirtió en el primer jugador del Newcastle United desde Alan Shearer en marcar 20 goles en una temporada. Pero las lesiones se convertirían en un problema recurrente para el jugador, y en tres ocasiones desde febrero hasta abril, tuvo que ser sustituido en la primera mitad. Anotando contra el Huddersfield Town y  el Wigan Athletic. Gayle estuvo ausente por el resto del mes de abril, e hizo su regreso el último día de la temporada, anotando en una victoria 3-0 contra el Barnsley, que le sirvió para superar al Brighton & Hove Albion por un punto para ganar la English Football League Championship 2016-17.
El 18 de noviembre de 2017 anotó el primer gol en la Premier League con el Newcastle United en la derrota 4-1 ante el Manchester United. El 2 de diciembre, Gayle volvió a marcar, en la derrota por 3-1 ante el Chelsea. El 9 de diciembre, Gayle participó con dos asistencias en la derrota 3–2 ante el Leicester City, ayudando a Joselu con el primer gol y luego anotando el 2-3. En la segunda mitad de la temporada, Gayle se mantuvo regular en el primer equipo, pero solo marcó tres goles más para el Newcastle United, contra el Bournemouth en el empate 2-2 el 24 de febrero de 2018 y un gol contra el Chelsea en la victoria por 3-0, en la última jornada de la temporada.
El 6 de agosto de 2018 se unió al recientemente relegado West Bromwich Albion en un acuerdo de préstamo del Newcastle United por toda la temporada. El acuerdo incluyó a Salomón Rondón en el camino opuesto para la temporada 2018-19. El 18 de agosto anotó su primer gol para el club, en una contundente victoria por 7-1 sobre el Queens Park Rangers. Durante el mes de septiembre, anotó cuatro veces en tres victorias consecutivas en casa sobre el Stoke City, el Bristol City y el Millwall. El 29 de septiembre anotó un gol de tiro libre, en una victoria 3–2 sobre el Preston North End. Por sus actuaciones, fue galardonado con el jugador del mes de la EL Championship 2018-19. El 6 de octubre anotó un doblete en la victoria 4-1 sobre el Reading.

## Clubes
| Club                                | País       | Año       |
| ----------------------------------- | ---------- | --------- |
| Stansted F. C.                      | Inglaterra | 2009-2011 |
| Dagenham & Redbridge F. C.          | Inglaterra | 2011-2013 |
| Bishop's Stortford F. C. (cedido)   | Inglaterra | 2011-2012 |
| Peterborough United F. C. (cedido)  | Inglaterra | 2012-2013 |
| Peterborough United F. C.           | Inglaterra | 2013      |
| Crystal Palace F. C.                | Inglaterra | 2013-2016 |
| Newcastle United F. C.              | Inglaterra | 2016-2022 |
| West Bromwich Albion F. C. (cedido) | Inglaterra | 2018-2019 |
| Stoke City F. C.                    | Inglaterra | 2022-2024 |
| Derby County F. C.                  | Inglaterra | 2024      |
| Hibernian F. C.                     | Escocia    | 2024-2025 |